# Kalimanah Kulon
Kalimanah Kulon is een bestuurslaag in het regentschap Purbalingga van de provincie Midden-Java, Indonesië. Kalimanah Kulon telt 1869 inwoners (volkstelling 2010).